# Lakandonski jezik
Lakandonski jezik (lacandon; ISO 639-3: lac), indijanski jezik majanske porodice, kojim govori oko 1 000 (2000 SIL) Lacandón Indijanaca u džunglama meksičke države Chiapas.
Pripada podskupini yucatec-lacandon. Ima dva dijalekta, lacanjá i najá, koji nose ime po selima Najá i Lacanjá San Quintín.

## Vanjske poveznice
- Ethnologue (14th)
- Ethnologue (15th)